# Raardervaart
De Raardervaart (Fries en officieel: Raarder Feart) is een vaart in de Friese gemeente Leeuwarden.
De bijna drie kilometer lange vaart loopt van de Dokkumer Ee in noordwestelijke richting langs de zuidzijde van Raard en sluit aan op de Holwerdervaart en het Dwarsmeer.
In 1961 werd over de Raardervaart een polsstokverspringwedstrijd gehouden. In 1974 werd voor de ruilverkaveling Oost- en Westdongeradeel in de Raadervaart een duiker aangelegd met een doorvaartbreedte van 1.85 meter.